# Równanie algebraiczne

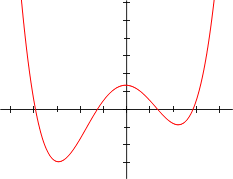
Przykładowy wykres równania stopnia czwartego (4.) z jedną zmienną rzeczywistą

Równanie algebraiczne – równanie w postaci {\displaystyle W(x,y,z\dots )=0,} gdzie {\displaystyle W(x,y,z,\dots )} jest wielomianem stopnia {\displaystyle n} jednej lub wielu zmiennych {\displaystyle x,y,z,\dots } {\displaystyle (n\geqslant 0)}.
Np. równanie algebraiczne jednej zmiennej ma postać
{\displaystyle a_{n}x^{n}+a_{n-1}x^{n-1}+\ldots +a_{1}x+a_{0}=0,}
gdzie:
{\displaystyle n} – liczba całkowita nieujemna,
{\displaystyle a_{0},a_{1},\dots ,a_{n}} – elementy pewnego ciała, nazywanymi współczynnikami równania,
{\displaystyle x} – zmienna (niewiadoma, poszukiwane rozwiązanie równania).
Zakłada się, że współczynniki równania algebraicznego nie są wszystkie równe zero.
Stopniem równania nazywa się największą liczbę naturalną {\displaystyle n,} dla której {\displaystyle a_{n}\neq 0.}

## Klasyfikacja równań
- Równaniem liniowym nazywa się równanie pierwszego stopnia; ma postać {\displaystyle ax+b=0}
- Równaniem kwadratowym nazywa się równanie drugiego stopnia;  ma postać {\displaystyle ax^{2}+bx+c=0}
- Równaniem sześciennym nazywa się równanie trzeciego stopnia;  ma postać {\displaystyle ax^{3}+bx^{2}+cx+d=0}
- Równanie czwartego stopnia nazywa się postaci {\displaystyle ax^{4}+bx^{3}+cx^{2}+dx+e=0}
- Równanie zerowego stopnia można uważać za równanie liniowe; ma postać {\displaystyle b=0}

## Pojęcie pierwiastków równania
Pierwiastkami lub rozwiązaniami równania nazywa się wartości niewiadomej {\displaystyle x,} które spełniają równanie (to znaczy po podstawieniu ich w miejsce {\displaystyle x} zamieniają równanie w tożsamość); są one jednocześnie pierwiastkami wielomianu {\displaystyle W(x).}

## Co znaczy rozwiązać równanie?
Rozwiązać równanie algebraiczne w ciele {\displaystyle T} znaczy znaleźć wszystkie jego pierwiastki będące elementami ciała {\displaystyle T.}
Zazwyczaj bierze się takie ciało {\displaystyle T,} które zawiera wszystkie współczynniki równania. Np. jeżeli wszystkie współczynniki są rzeczywiste, to można rozwiązywać równanie w ciele liczb rzeczywistych, a można też w ciele liczb zespolonych (ponieważ każda liczba rzeczywista jest również liczbą zespoloną).

## Twierdzenia
Tw. 1 (tzw. zasadnicze twierdzenie algebry)
Każde równanie algebraiczne z zespolonymi współczynnikami (z wyjątkiem równania ze stałą częścią lewą) ma co najmniej jeden pierwiastek zespolony.
Tw. 2 Równanie stopnia nie wyższego niż czwarty zawsze można rozwiązać, przy czym pierwiastki mają postać skończonych wyrażeń matematycznych, które
a) zawierają współczynniki danego równania
b) zawierają wyłącznie operacje dodawania, odejmowania, mnożenia, dzielenia, potęgowania, pierwiastkowania.
Tw. 3 (twierdzenie Abela-Ruffiniego)
Dla równań stopnia wyższego niż czwarty w przypadku ogólnym powyżej opisane metody nie mogą istnieć.
Dla rozwiązywania równań stopnia wyższego niż czwarty często są potrzebne przybliżone metody numeryczne.
Tw. 4 Jeśli wielomian w ma pierwiastki wielokrotne, to można skonstruować wielomian o takich samych, ale jednokrotnych pierwiastkach: R(w)(x) = NWD(w,w′), gdzie w′ to pochodna wielomianu w.